# Cycnoches pentadactylon
Cycnoches pentadactylon là một loài phong lan.

## Hình ảnh

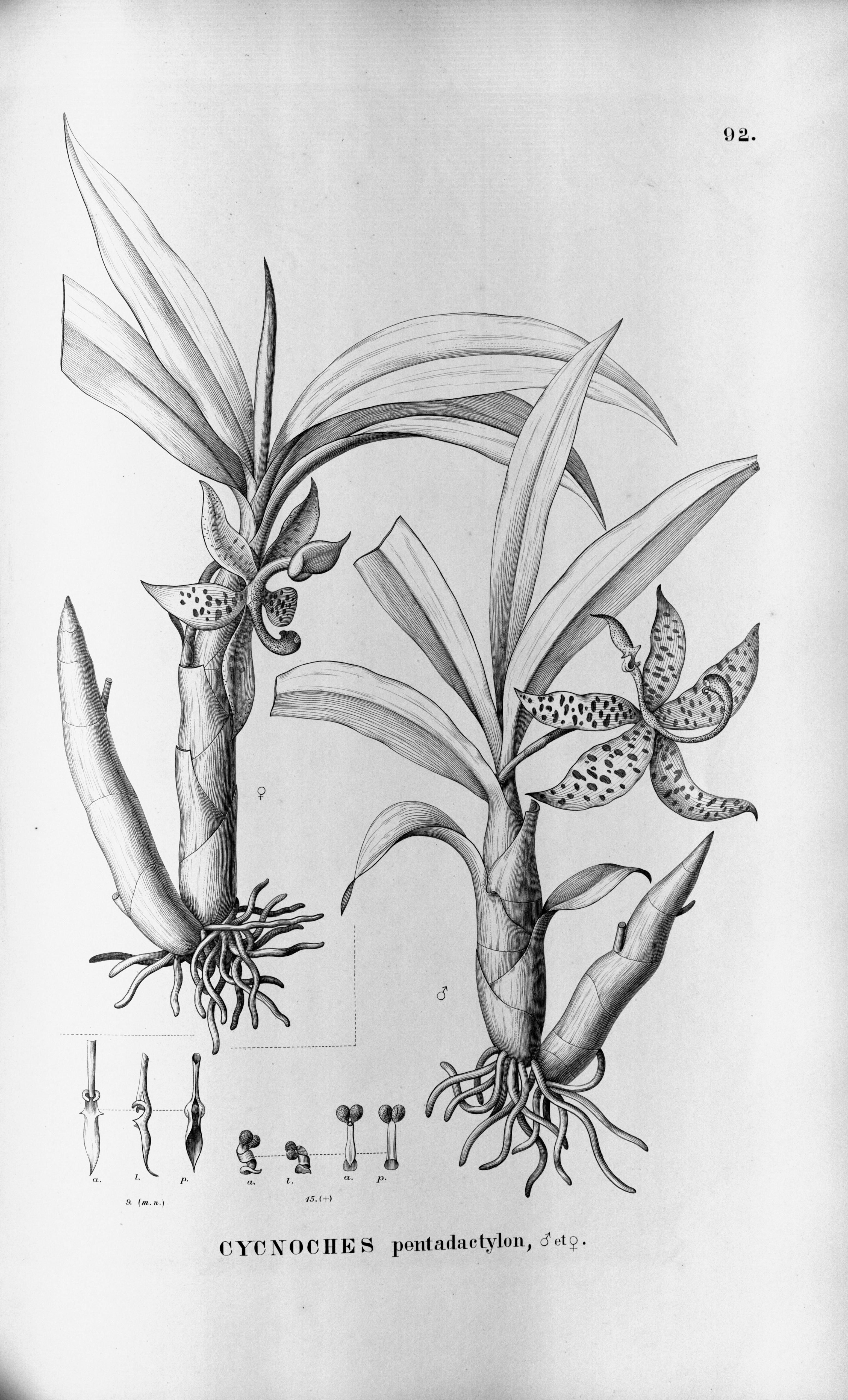
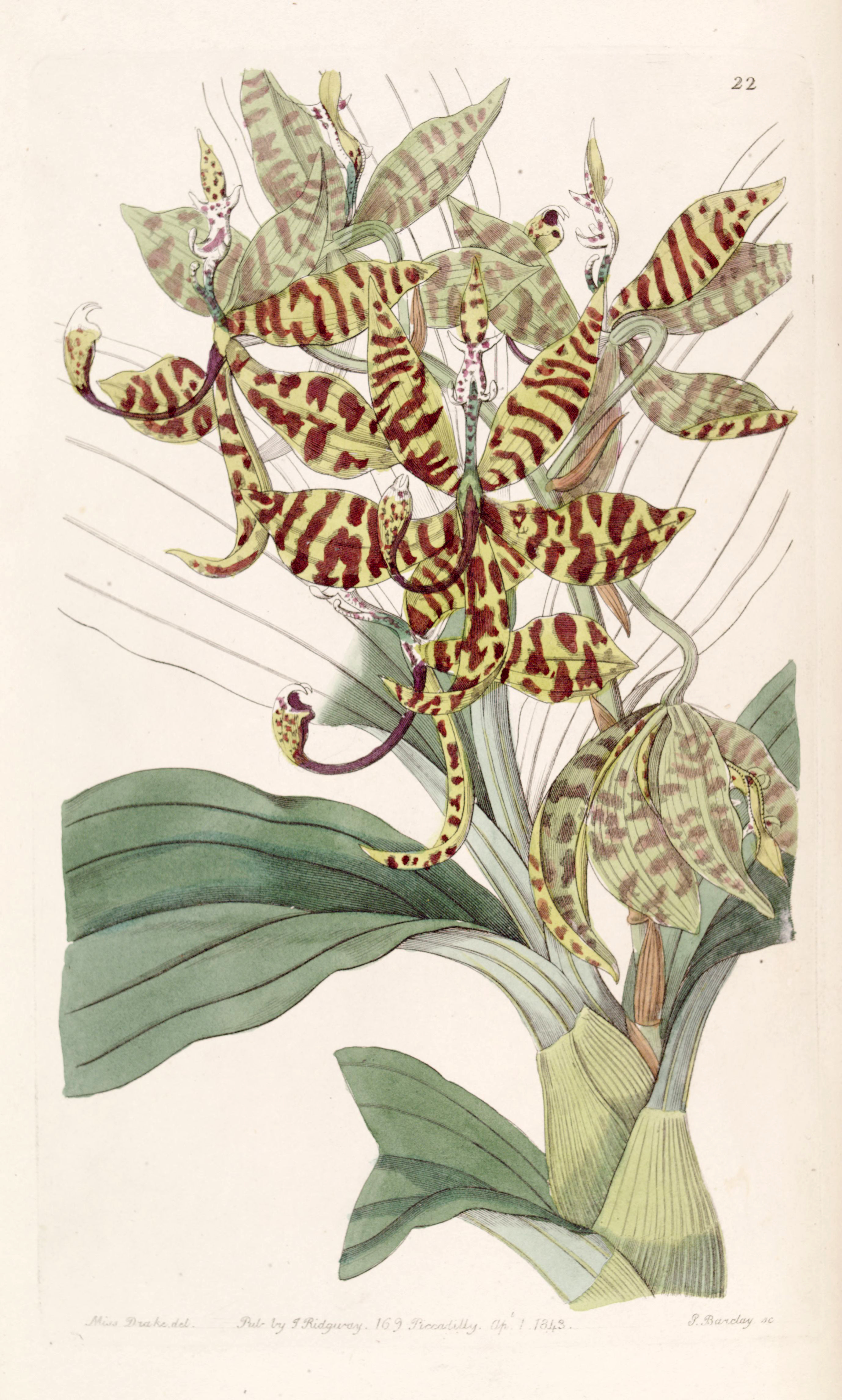